# 10466 Marius-Ioan
10466 Marius-Ioan è un asteroide della fascia principale. Scoperto nel 1981, presenta un'orbita caratterizzata da un semiasse maggiore pari a 2,3322289 UA e da un'eccentricità di 0,0925680, inclinata di 4,18655° rispetto all'eclittica.